# Estrany, però cert

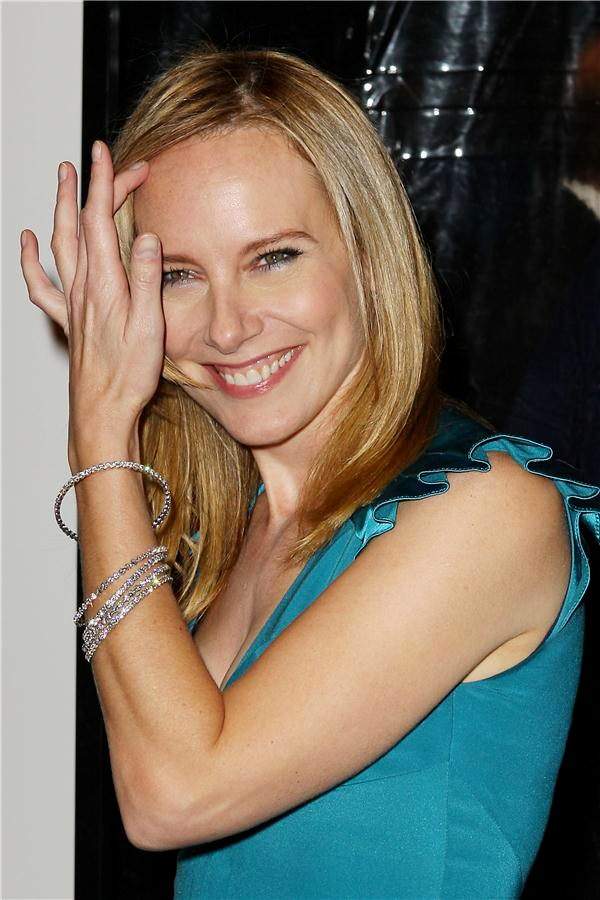
Amy Ryan, el 2013.

Estrany, però cert (títol original en anglès, Strange but True) és una pel·lícula de thriller estatunidenca del 2019 dirigida per Rowan Athale a partir d'un guió d'Eric Garcia. La pel·lícula és una adaptació de la novel·la homònima del 2004 de John Searles i és protagonitzada per Amy Ryan, Nick Robinson, Margaret Qualley, Blythe Danner, Brian Cox, Greg Kinnear i Connor Jessup. S'ha doblat al català.
Es va estrenar al Festival Internacional de Cinema d'Edimburg el 22 de juny de 2019. Es va estrenar el 6 de setembre de 2019 per CBS Films.